# Géographie du Maroc
 (mai 2016).
Le Maroc est un pays du nord-ouest de l'Afrique. Sa longue côte donnant sur l'océan Atlantique se termine au cap Spartel, limite occidentale du détroit de Gibraltar et où débute le littoral méditerranéen.
Au sud du Maroc se trouve le territoire contesté Sahara occidental, revendiqué et contrôlé en grande partie par le Maroc, qu'il appelle Provinces du Sud ou Sahara marocain.  À l'est et au sud-est, le Maroc est limitrophe de l'Algérie. À l'ouest-sud-ouest et à quelque distance de la côte atlantique se situent les îles Canaries tandis qu'à 672 km à l'ouest-nord-ouest du littoral marocain, on rencontre Madère. Au nord du détroit de Gibraltar se trouve l'Espagne.
La capitale administrative est Rabat. Parmi les grandes villes remarquables, on trouve Casablanca, Agadir, Fès, Marrakech, Meknès, Tanger, Ouarzazate, Oujda, Nador, Laayoune, Dakhla.

## Géographie physique

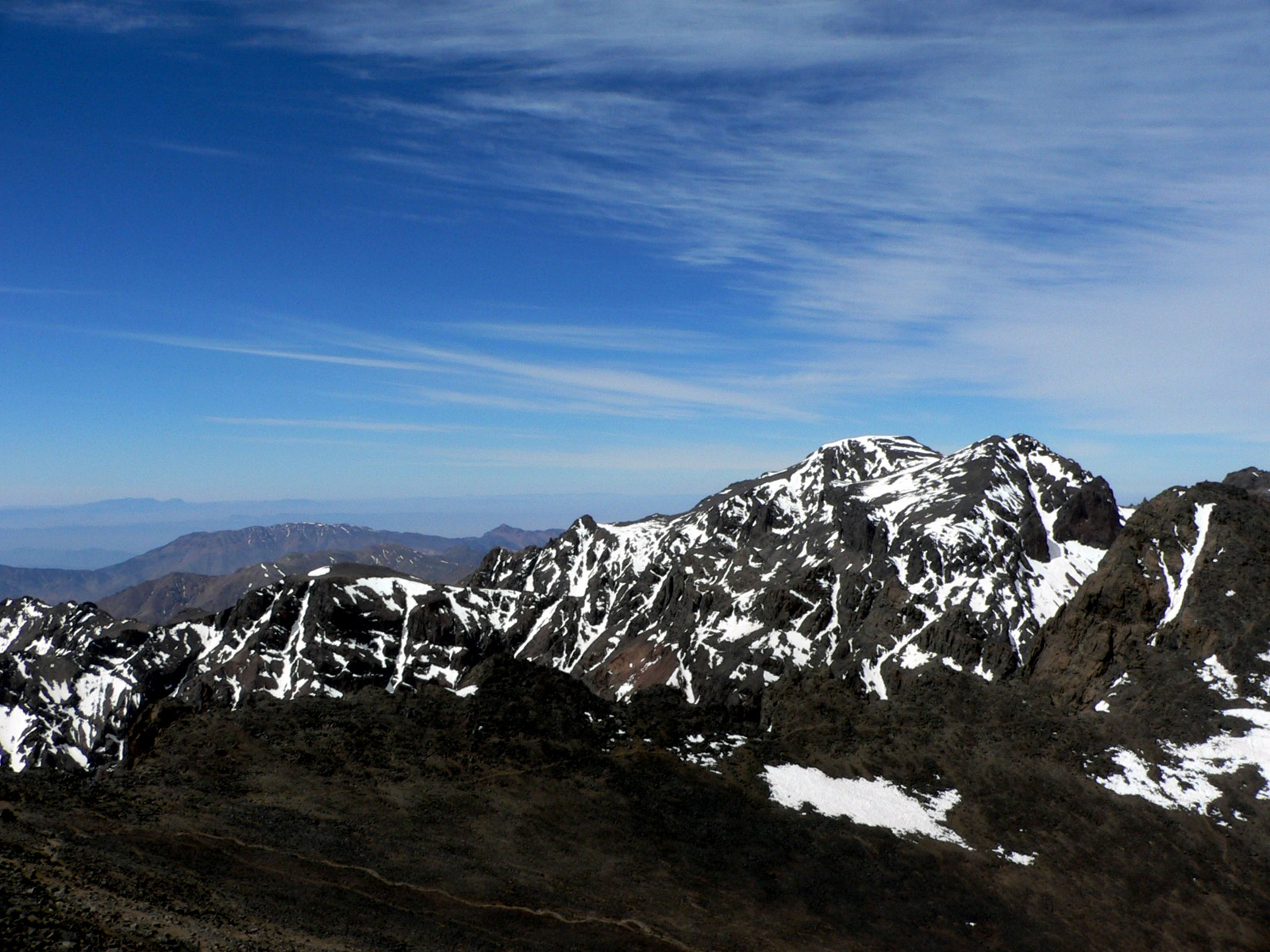
Le massif du Toubkal

### Les montagnes
Les montagnes occupent plus du tiers du territoire marocain et atteignent des hauteurs non négligeables. Plusieurs sommets franchissent la barre des 4 000 m. Le djebel Toubkal, le plus haut sommet du pays, culmine à 4 167 m. Le Maroc dispose de quatre chaînes de montagne. 
D'abord au nord du pays, les montagnes ou djebel du Rif bordent la mer Méditerranée. Le plus haut sommet du Rif atteint 2 456 m et il a pour nom djebel Tidirhine. Le Rif propose des surfaces variées selon les altitudes de ses régions. À l'ouest, on retrouve surtout une végétation épineuse (des sapins, des pins et des cèdres). De l'autre côté, il y pousse des steppes arides et des maquis et encore plus à l'est, on y retrouve le chanvre, qui n'est cependant pas récolté. Plus loin des rivages méditerranéens et plus à l'intérieur du pays, se situent trois autres chaînes : le Moyen Atlas, le Haut Atlas et l'Anti-Atlas, où nous retrouvons encore une fois une diversité des paysages.
Le Moyen Atlas, qui est le « château d'eau » du Maroc, est séparé du Rif par les plaines arides de l'est et fertiles de l'ouest. Les deux chaines sont séparées par la trouée de Taza. Le Moyen Atlas se compose de deux parties au paysages très différents. À l'est, on retrouve les massifs escarpés avec des sommets à plus de 3 100 m comme les djebel Bou Naceur ou Bouiblane. Ces sommets connaissent des chutes de neige importantes. Vers l'ouest, la chaîne s'adoucit pour laisser place à des reliefs plus abordables, notamment quelques petits plateaux. Vers l'est également, au-delà de la vallée de la Moulouya, le Moyen-Atlas est prolongé par le plateau du Rekkam, espace de transition avec les hauts-plateaux algériens. La chaîne du Moyen Atlas est bordée au sud par le Haut Atlas.
C'est dans le Haut Atlas, chaîne qui ceinture le pays d'est en ouest, que le Toubkal culmine à près de 4 167 m.

### Les plaines
Ces plaines ont souvent de très grandes étendues, s'étirant des montagnes du Rif jusqu'au Moyen Atlas. Ainsi, le bassin de Sebou (36 000 km2) se compose de bas plateaux, de cours d'eau, quelques collines et des plaines fertiles qui permettent la culture de plusieurs aliments.
Dans la plaine du Gharb, on trouve des champs de betteraves sucrières, de riz, de cannes à sucre et de tabac. Cette plaine se distingue des autres par la présence de la forêt de Maâmora où on fait l'exploitation de chênes-lièges et d'eucalyptus.
De vastes plaines apparaissent aussitôt qu'on dépasse le pays de Zaïr et le plateau des phosphates. On retrouve la Chaouia, Doukkala et plus à l'est au pied du Moyen Atlas Tadla. Plus au sud, on retrouve la plaine du Haouz dans la région de Marrakech et celle du Souss qui fait le triangle entre océan, Haut Atlas et Anti-Atlas.
On retrouve d'autres plaines et vallées fertiles de moindres tailles surtout au nord (Lukos, Nekkor, Trifa, Vallée des oueds Ouergha, Baht, Inaouen ...).

### Les Côtes
Le littoral du Maroc est constitué d'une côte méditerranéenne au nord du pays, qui s'étire d'Ouest en Est sur plus de 512 km et de la côte Atlantique, qui s'étire sur plus de 2 940 km d'orientation globale Nord-est Sud-ouest. 
De nombreuses cités se dressent le long des côtes marocaines de la Méditerranée : Tanger, Tétouan, Nador, Al-Hoceima à l'océan Atlantique : Asilah, Larache, Kénitra, Salé, Rabat, Casablanca, El-Jadida, Safi, Essaouira, Agadir.

### Le désert
Au sud du pays, l'Erg Chebbi et Erg Chegaga à proximité de la frontière algérienne, constituent la plus vaste étendue de pierres et de sable à l'intérieur du Maroc. Certaines dunes de sable peuvent atteindre 200 m de hauteur.

### Frontières terrestres
- Avec l'Algérie : 1 559 km
- Avec le Sahara occidental : 443 km (territoire contesté contrôlé à 75 % par le Maroc)
- Avec la Mauritanie : 1 561 km
- Avec l'Espagne : 16 km (enclave de Ceuta : 6 km et enclave de Melilla : 10 km)

## Climat
Le climat marocain est à la fois méditerranéen et atlantique, avec une saison sèche et chaude doublée d'une saison froide et humide, la fin de la période chaude étant marquée par les pluies d'octobre.
La présence de la mer atténue les écarts de température, tempère les saisons et accroît l'humidité de l'air (400 à 1000 mm de pluies sur le littoral).
À l'intérieur des terres, le climat varie en fonction de l'altitude. Les étés sont chauds et secs, surtout lorsque souffle le sirocco brûlant ou le chergui, vent d'été venant du Sahara. À cette saison, les températures moyennes sont de 22 °C à 24 °C. Les hivers sont froids et pluvieux avec gel et neige. La température moyenne évolue alors de - 2 °C à 14 °C et peut descendre jusqu'à - 26 °C. Dans les régions montagneuses, les précipitations sont très importantes (plus de 2 000 mm de précipitations au Rif ou encore 1 800 mm au Moyen-Atlas). Le Maroc pré-saharien et saharien a un climat désertique sec.

## Écosystèmes

### Hydrographie

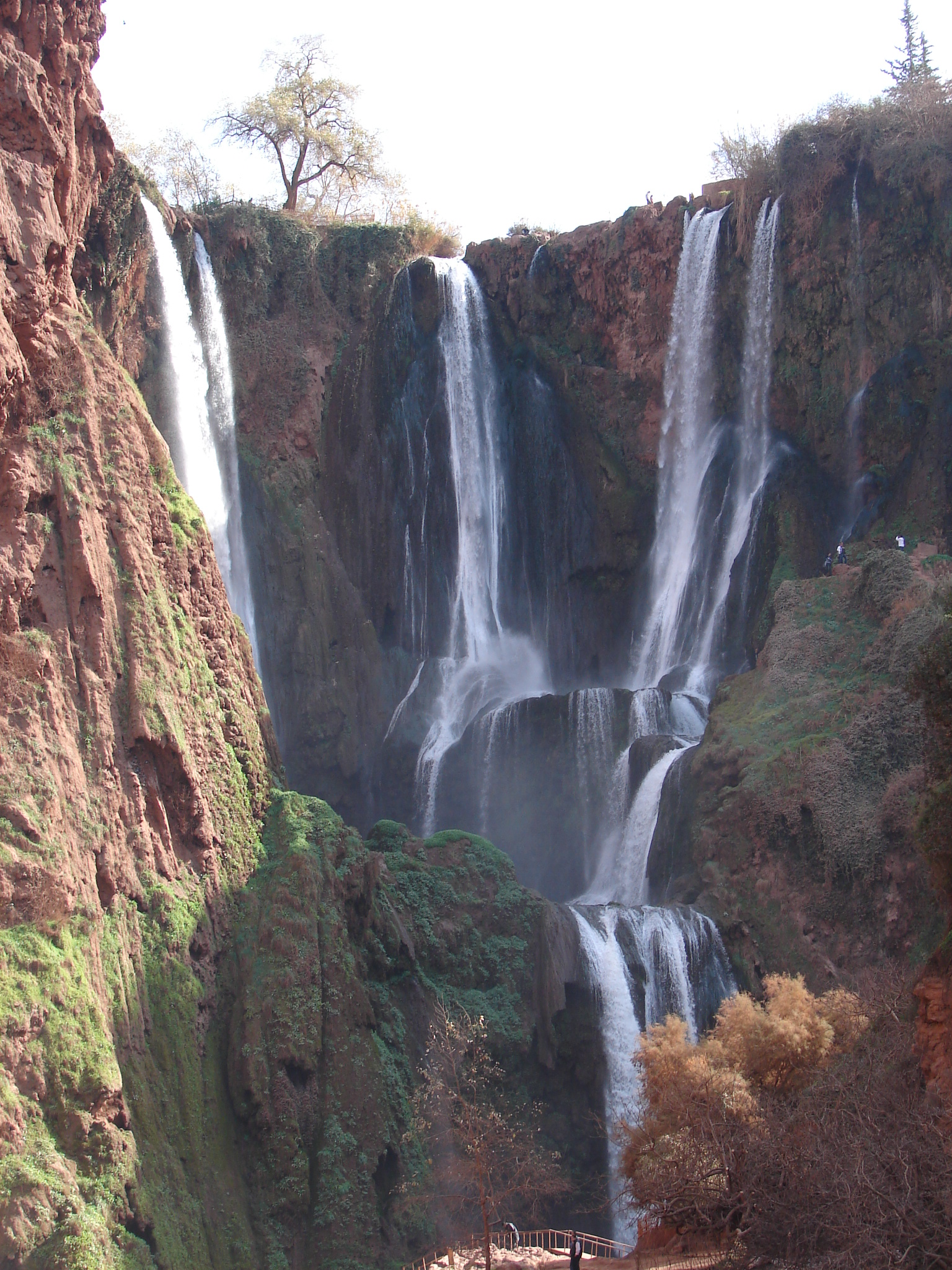
Vue sur les cascades d'Ouzoud, à 150 km de Marrakech

Le Maroc possède beaucoup de cours d'eau (fleuves et oueds), tels que :
- Bouregreg
- Moulouya
- Ouargha
- Oum Errabiaa
- Ourika
- Sebou
- Souss
- Tensift
- Drâa
- Ziz
- Rheris
- Guir

Les grands fleuves tels que le Bouregreg, l'Oum Errabiaa, la Moulouya, et le Sebou, ont des débits très variables entre les saisons, et aussi d'année en année.
De nombreux cours d'eau moins importants (les « oueds ») peuvent même être à sec une partie de l'année (ou même plusieurs années de suite dans les zones pré-désertiques).
Le manque d'eau, mais aussi la grande variabilité des débits, représentent un grand problème pour le Maroc, notamment pour l'agriculture (irriguée ou non). Pour garantir un approvisionnement fiable de l'eau, le roi Hassan 2 a lancé une grande politique de l'eau avec la construction de centaines de grands barrages dans le pays. Grâce à cette politique, le Maroc compte 139 grands barrages (2015) avec une capacité de mobilisation des eaux de surface égale à 17,6 milliards de mètres cubes. Cette politique se poursuit toujours avec, en moyenne, la mise en exploitation de 2 à 3 nouveaux barrages chaque année.

### Faune
La diversité de la faune est importante au Maroc, mais elle est menacée par les activités humaines. Parmi quelques espèces exceptionnelles, on peut citer :
- le caméléon
- les échassiers
- l'aigrette garzette
- le flamant rose
- vautour percnoptère
- le faucon de Barbarie
- l'aigle royal
- l'écureuil de Barbarie
- le dromadaire
- le hérisson d'Algérie et le hérisson du désert
- le chacal doré menacé; il a disparu de régions entières... Au Maroc, on le confond avec le loup.
- la hyène rayée, en voie rapide d'extinction
- le fennec, rare.
- le renard de Rüppell, très rare
- le renard roux
- le Lynx caracal, menacé d'extinction.
- le serval, menacé d'extinction.
- la panthère. Un individu a été tué il y a trois ans[Quand ?] dans le Haut Atlas par un braconnier. Elle est menacée d'extinction immédiate dans l'indifférence totale.
- les gazelle dorcas et gazelle de Cuvier en raréfaction
- le magot, menacé par la mort lente de la cédraie et les captures par les trafiquants.
- le dauphin
- la sous-espèce du cobra d'Égypte, Naja haje legionis ou cobra d'Afrique du Nord s'est considérablement raréfiée et a disparu de régions entières, victime des spectacles dans certains hôtels d'Agadir et d'ailleurs, et sur la place Djemaa-El-Fna de Marrakech au profit des touristes.
- De nombreuses couleuvres et quelques vipères. Au Maroc, contrairement aux préjugés locaux, la majorité des serpents sont inoffensifs (17 espèces sur 25) et les quelques espèces de serpents venimeux existantes n'attaquent jamais.
- une espèce de tout petit boa fouisseur, Eryx jaculus
- les requins
- une trentaine d'espèces de scorpions (de nouvelles espèces sont presque chaque année identifiées au Maroc), dont une ou deux seulement sont potentiellement dangereuses pour l'homme (par exemple, l'Androctonus mauritanicus), notamment pour les petits enfants. Toutefois, un scorpion n'attaque presque jamais.

Le lion de l'Atlas a disparu (exterminé) à l'état sauvage, le dernier en 1943. Il en existe toutefois, bien que mélangés avec d'autres sous-espèces, une cinquantaine dans différents zoos du monde dont une vingtaine au zoo de Temara. Des gravures récemment découvertes dans des grottes près de Ouarzazate indiquent que des crocodiles, des léopards et des éléphants vivaient dans ces lieux avant leur extinction naturelle ou leur extermination par l'homme. Des gravures similaires existent également dans tout le Sahara. Par contre, les oiseaux sont encore relativement très présents avec une grande diversité d'espèces, bien que l'Autruche à cou rouge, par exemple, ait été exterminée. On trouve aussi au Sahara l'Outarde houbara. Un assez grand nombre d'espèces de serpents (25 dont 17 espèces non dangereuses ; les 8 autres restantes n'attaquent jamais et sont moins répandues !), et de lézards sont présentes au Maroc, dont un pourcentage important d'endémiques. Toutefois, nombreuses sont les espèces menacées. Elles sont victimes de l'ignorance, de la cruauté et de l'irresponsabilité en matière d'écologie.

### Flore

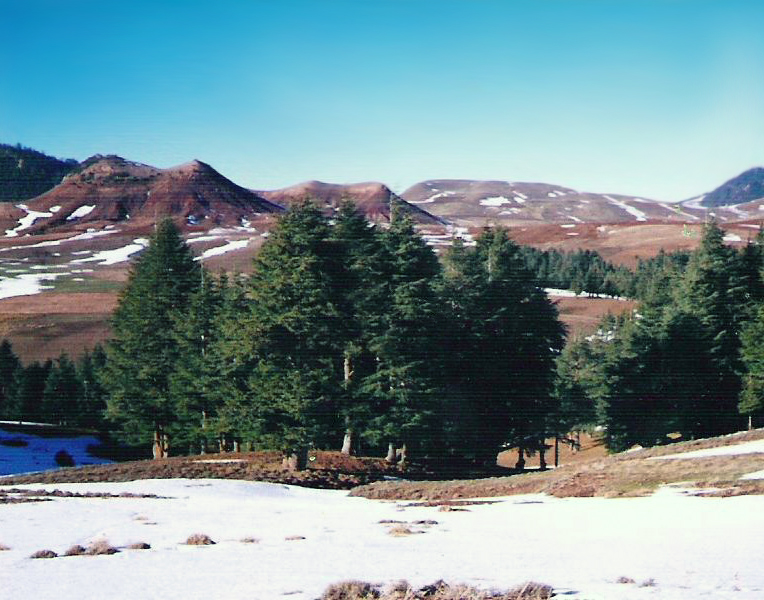
Cédraie, région de Khénifra

Le Maroc possède une flore riche du fait de sa position géographique. En effet, il possède deux façades maritimes totalisant plus de 3 500 km dont 500 en mer Méditerranée. Il reçoit de ce fait les courants chargés de pluie de l'océan qui s'accumulent contre la barrière montagneuse de l'Atlas, ce qui permet de fortes précipitations à Rabat, Casablanca, Fès et la formation des neiges à Ifrane et Azrou et dans les hauts sommets de l'atlas, pendant que le sud et l'est restent arides.
Plus de 4500 espèces configurent la flore marocaine. Les variations du climat et du relief sont des éléments fondamentaux pour expliquer une telle richesse florale. L'intérêt botanique du Maroc est intense, et il est composé de 2 500 000 hectares de forêt qui contiennent :
- des cèdres
- des palmiers
- des thuyas
- des dattiers
- des amandiers
- des figuiers
- des oliviers
- des acacias
- des fruitiers
- des chênes-verts
- des chênes-lièges
- des pins
- l'eucalyptus
- des arbousiers
- l'alfa et l'arganier, espèce qui est inscrite au patrimoine mondial de l'UNESCO.

La forêt représente environ 15 % de la surface totale du pays.